# Екстенсивне сільське господарство
Екстенсивне сільське господарство — спосіб ведення сільського господарства, при якому збільшення продуктивності досягається не за рахунок збільшення ефективності виробництва, а за рахунок введення у виробництво нових ресурсів, найчастіше — шляхом розширення посівних площ. Спосіб характеризується низькими врожаями при слабкому технічному та науковому оснащенні виробництва.
Екстенсивний спосіб ведення сільського господарства можливий лише за постійної наявності вільних сільськогосподарських ресурсів. На момент, коли такі ресурси вичерпуються, виникає продуктова криза через нерозвиненість агрономічних технологій.
Екстенсивний спосіб ведення сільського господарства став однією з причин розширення колоніальних володінь окремих країн.
Освоєння цілинних земель в СРСР в 1950-1960-ті роки є характерним прикладом екстенсивного способу ведення сільського господарства.